# Eline Janssens
Eline Mireille Janssens (Alkmaar, 1959) is een Nederlands keramist, omgevingskunstenaar en ontwerper. Zij is bekend door haar beelden, tegeltableaus en andere kunsttoepassingen in de openbare ruimte. Zij vormde meer dan tien jaar lang samen met Margot Berkman het kunstenaarsduo Berkman en Janssens.

## Leven en werk
Eline Janssens volgde haar opleiding aan de Hogeschool voor de Kunsten in Utrecht. Zij was vanaf 1985 werkzaam als zelfstandig keramist. Tussen 1998 en 2010 werkte ze samen met Margot Berkman als het kunstenaarsduo Berkman en Janssens. Zij legden zich toe op het maken van kunst voor plekken die meestal niet erg aangenaam en aantrekkelijk zijn, zoals langs spoorlijnen en in tunnels. Ook na het beëindigen van de samenwerking met Berkman bleef Janssens, net als Margot Berkman, actief op het terrein van kunst in de openbare ruimte. Verder ontwerpt zij decors en tentoonstellingen, zoals twee tentoonstellingen over de Vrede van Utrecht in het Utrechtse stadhuis en provinciehuis.
Janssens woont en werkt in Utrecht. Zij was docent aan de Hogeschool voor de Kunsten.

## Afbeeldingen

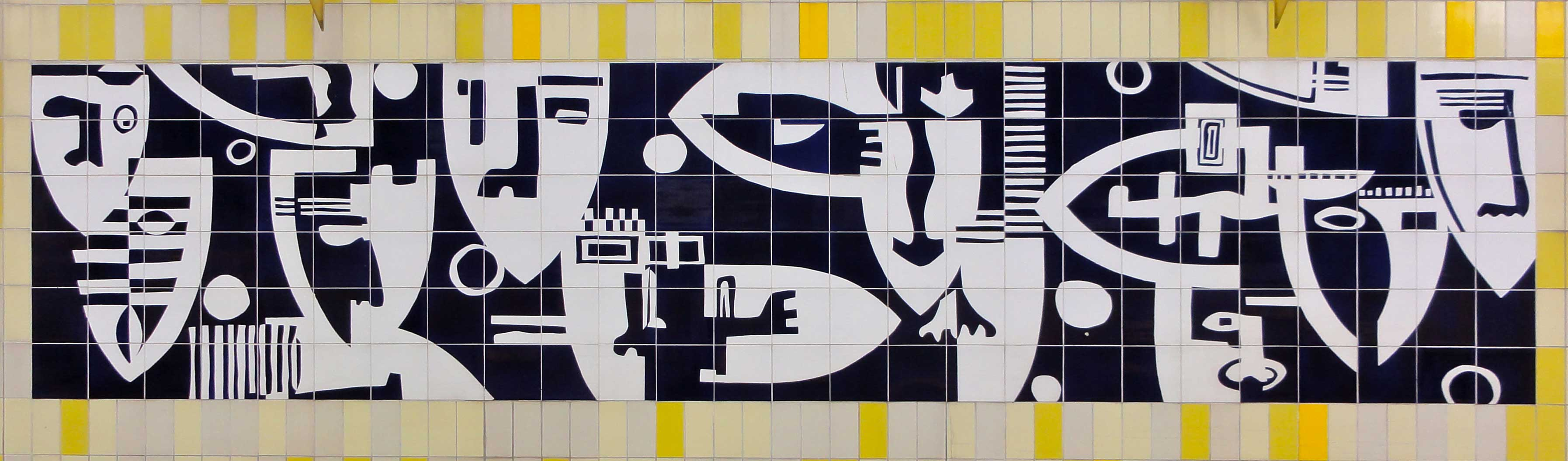
Gezicht op Gouda, Berkman en Janssens, Gouda
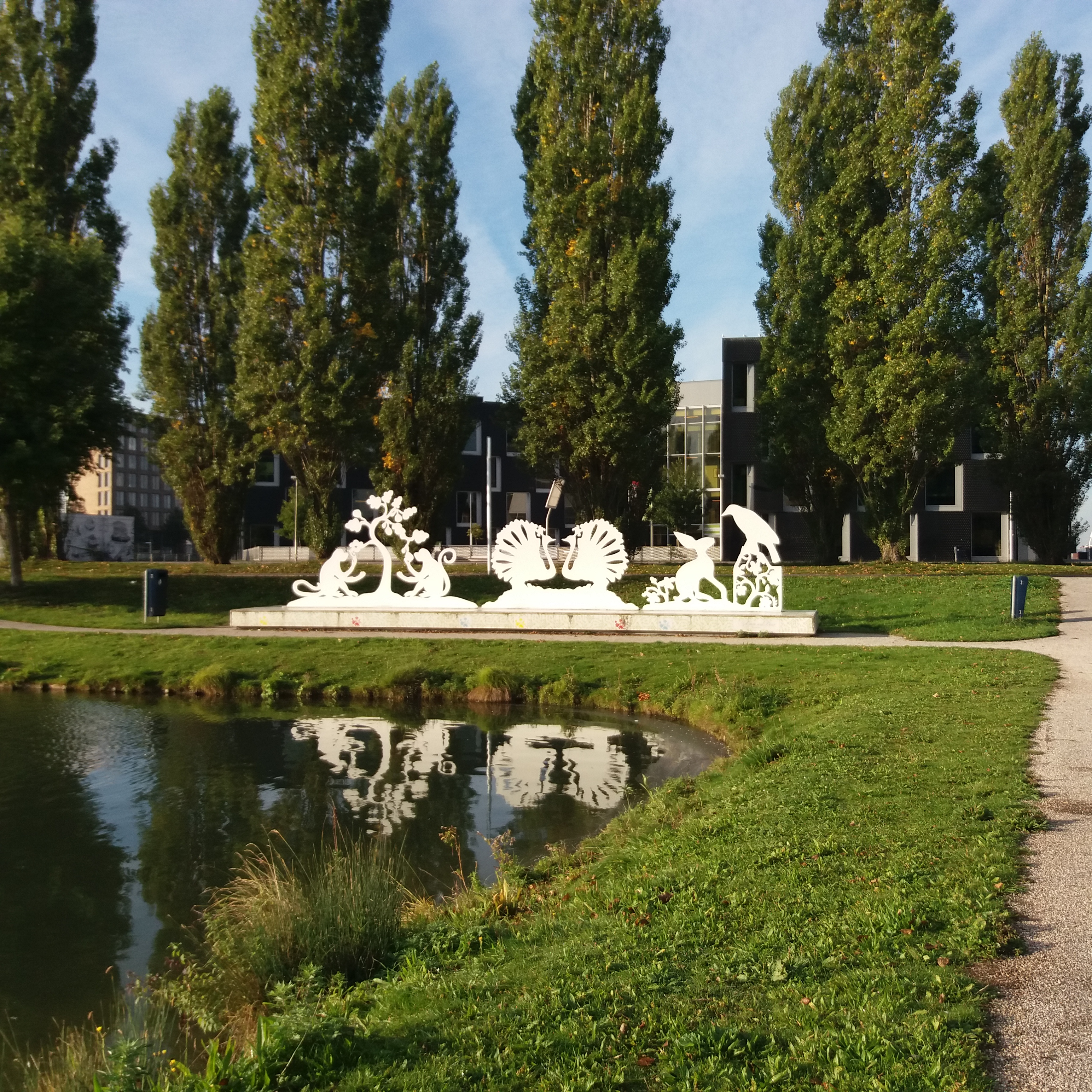
A mon seul désir, Utrecht Berkman en Janssens 2010
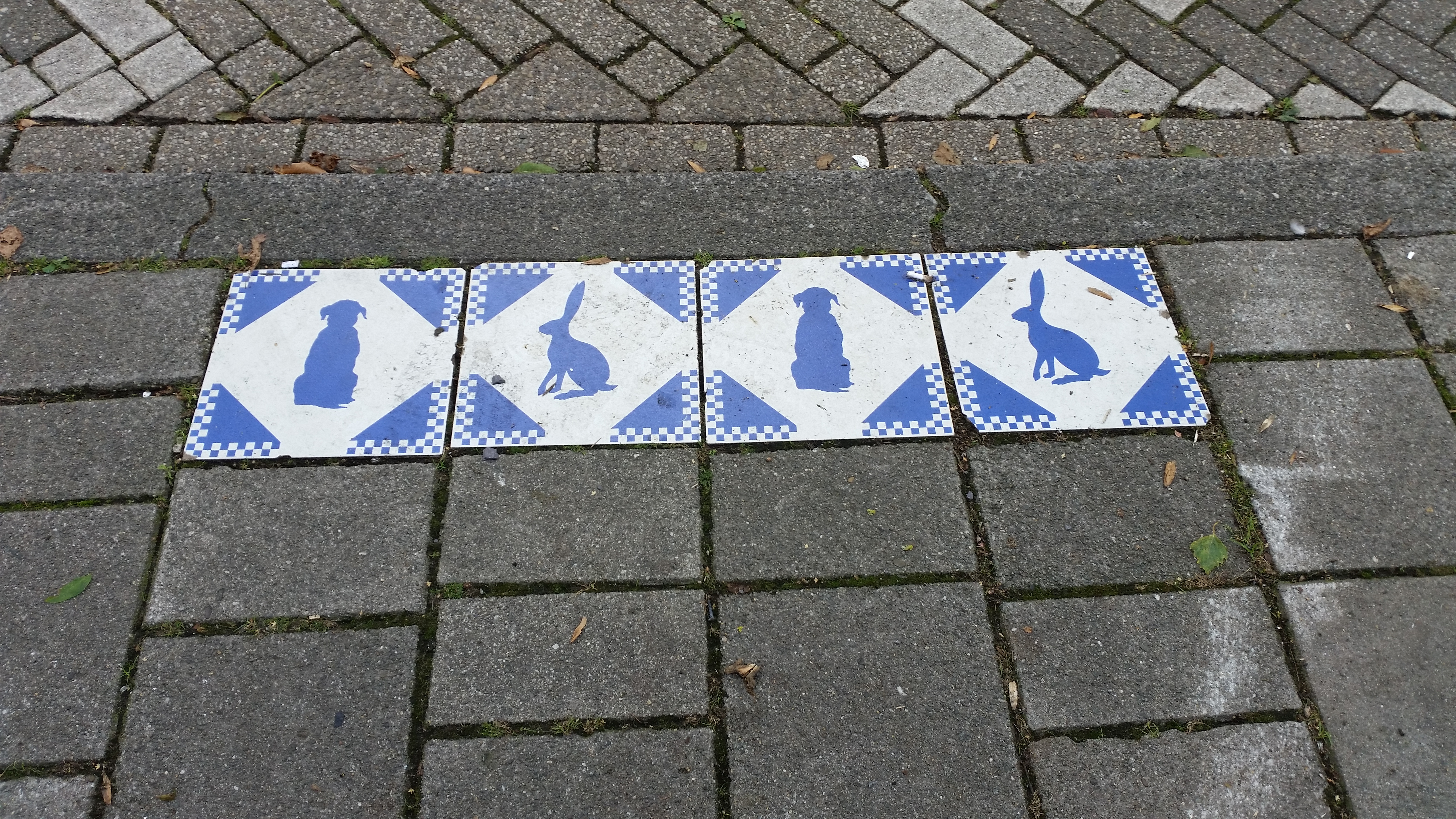
Kindlint haasje over, Berkman en Janssens, Amsterdam-west
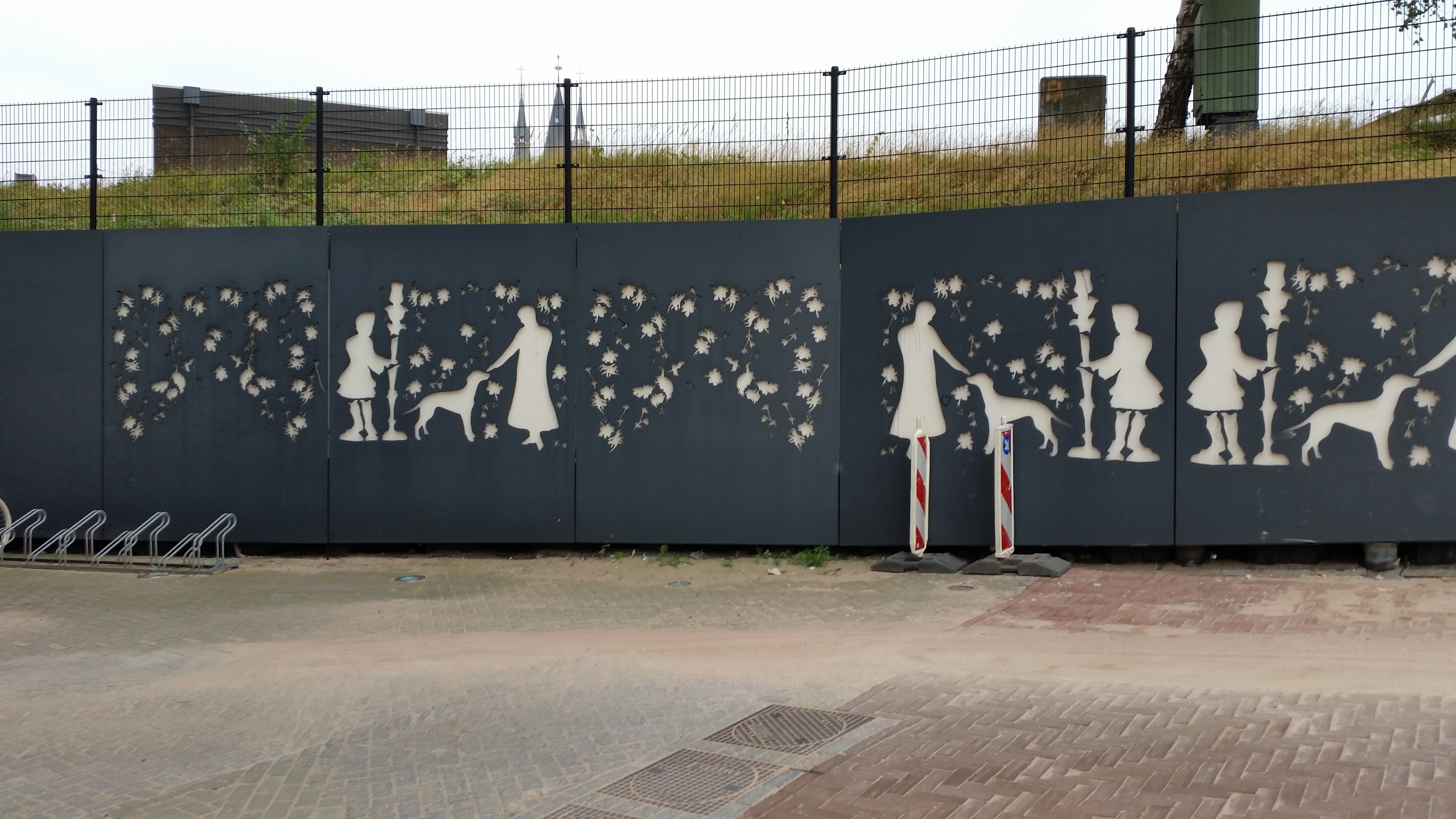
De moor, de dame en haar hondje, Berkman en Janssens, Amsterdam
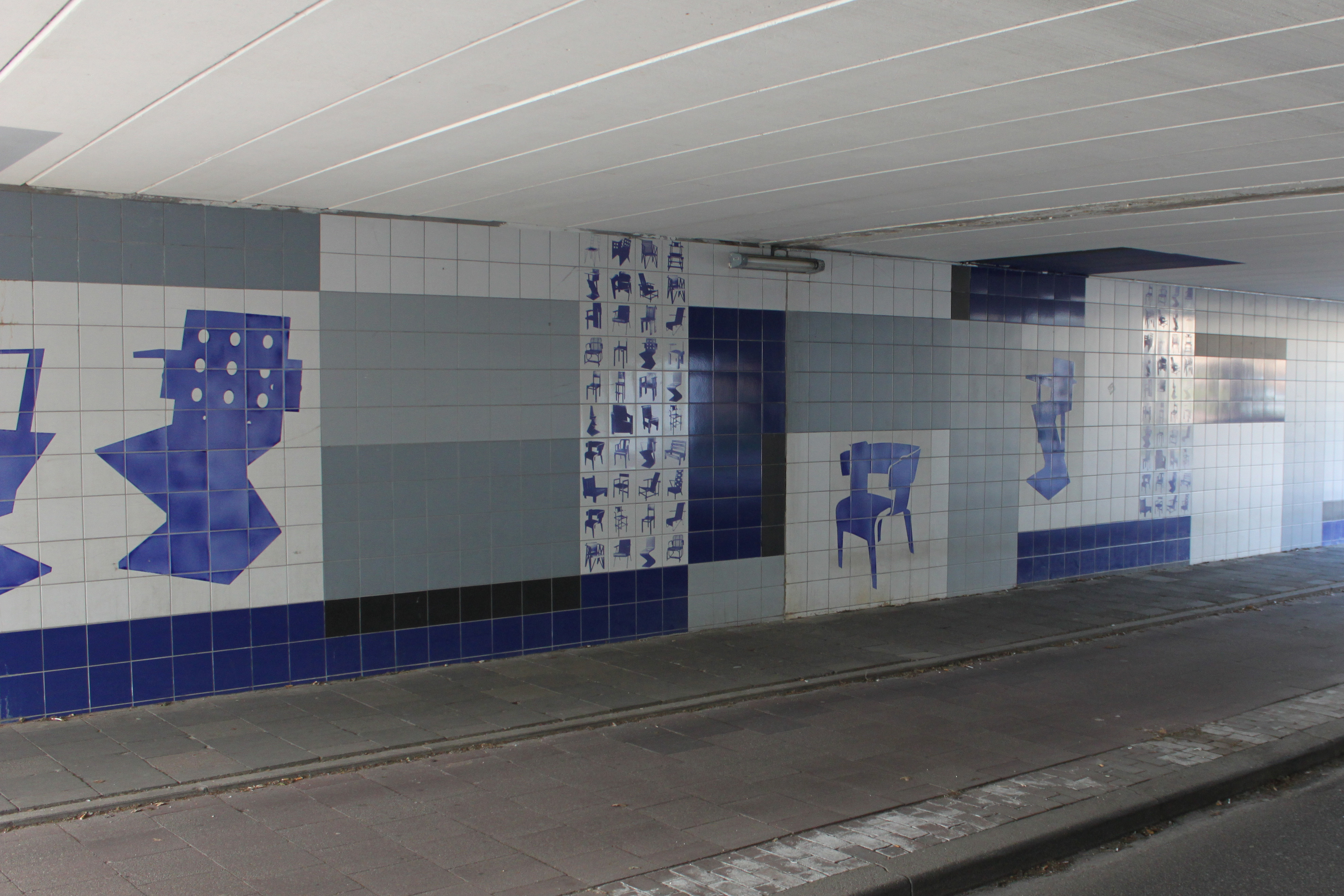
Sitting in blue. Berkman en Janssens, Viaduct Waterlinieweg Utrecht, vlak bij het Rietveld-Schröderhuis

## Externe bronnen
- RKD database over Eline Janssens
- Eigen website Eline Janssens